# مغناطيسية مسايرة
المغناطيسية المسايرة (مرادفات) هي شكل من أشكال المغناطيسية، تظهر فقط في وجود مجال مغناطيسي خارجي وتزول بزواله. من المواد التي تتصف بالمغناطيسية المسايرة الألومنيوم والمنغنيز والبلاتين.
وتتسم المواد ذات المغناطيسية المسايرة بأنها إذا وقعت في مجال مغناطيسي خارجي فإنها تقوّي المجال المغناطيسي بداخلها. وتكون مغناطيسيتها متناسبة طردياً مع شدة المجال المغناطيسي الخارجي. وتحدد الخاصية المغناطيسية لمادة ما بما يسمى قابلية مغناطيسية.
وتظهر المغناطيسية المسايرة في المواد التي تحتوي ذراتها على إلكترونات غير مزدوجة مثل أيونات الفلزات الانتقالية (مثل العناصر ذات عدد ذري بين 21 - 30 و 39 - 48 وغيرها) وأيونات اللانثانيدات (العناصر ذات عدد ذري بين 57 - 71) وذراتها والجزيئات ذات عزم مغناطيسي. وترجع تلك الخاصية إلى العزم مغزلي للإلكترونات وإلى الزخم الزاوي للإكترونات (حيث تدور الإلكترونات في مدارات حول نواة الذرة) .
وبمقارنة المغناطيسية المسايرة بالمغناطيسية المعاكسة :
- تظهر المغناطيسية المسايرة تقريبا في جميع المواد،
- يرجع سببها إلى تغير اتجاه زخم المدار الذري بسبب المجال المغناطيسي الخارجي،
- تتنافر المواد المعاكسة المغناطيسية من مجال مغناطيسي خارجي.
وتصنف الفيزياء المواد بحسب قابليتها المغناطيسية فإذا كانت قابليتها المغناطيسية موجبة ولا تتسم بوجود ترتيب مغناطيسي فيها فتسمى مواد ذات مغناطيسية مسايرة.

## أصلها

توضيح مادة ذات مغناطيسية مسايرة بدون مجال مغناطيسي خارجي (توزيع المغناطيسات الدقيقة عشوائي).

..المادة موجودة في مجال مغناطيسي خارجي ضعيف (الحركة الاهتزازية الحرارية تقاوم ترتيب الاتجاه الموحد) ...

...المادة في وجود مجال مغناطيسي خارجي قوي.

يمكن تصور مادة ذات مغناطيسية مسايرة بكونها تتكون من قضبان مغناطيسية صغيرة يمكنها الدوران في مواقعها. فإذا وضعنا تلك المادة في مجال مغناطيسي فإن المغناطيسات الصغيرة فيها تترتب في اتجاه خطوط المجال المغناطيسي. ومن أهم الظواهر هنا أن المغناطيسات الصغيرة لا يؤثر الواحد على جيرانه. كما يعمل الاهتزاز الحراري على أن اتجاه المغناطيسي لكل واحد منهم تتغير بسبب الاهتزاز. ونتيجة ذلك أن معظم المغناطيسات الدقيقة في المادة تتجه اتجاها عشوائيا بالنسبة للمجال الخارجي ولا يتبقى سوى عدد قليل من تلك المغناطيسات الدقيقة يأخذ اتجاه المجال المغناطيسي الخارجي، وتلك هي التي تنتج المحصلة المغناطيسية للمادة. لذلك يحتاج المرء إلى مجال مغناطيسي قوي لكي يزيد عدد المغناطيسات الدقيقة في المادة التي تترتب في اتجاه المجال المغناطيسي الخارجي.

## الصيغة الفيزيائية
يكمن وجود المغناطيسية المسايرة في المادة في العزم المغناطيسي لذراته أو جزيئاته وترتيب اتجاهها في اتجاه مجال مغناطيسي خارجي. وفي تلك الحالة تتصرف كل مغناطيس دقيق في المادة على حده بدون التأثير على جيرانه. والاختلاف بين تلك الظاهرة والمغناطيسية الحديدية هو أن المغناطيسية المسايرة تختفي تماما بعد إزالة المجال المغناطيسي الخارجي بسبب الاهتزاز الحراري للذرات.
ولهذا تكون المغناطيسية {\displaystyle M} لمادة متناسبة مع شدة المجال المغناطيسي الخارجي {\displaystyle H}، وتنطبق المعادلة:
{\displaystyle \left.M=\chi H\right.}، حيث {\displaystyle \left.\chi >0\right.}
وكلما زادت القابلية المغناطيسية{\displaystyle \chi } للمادة كلما كان من السهل على المغناطيسات الدقيقة في المادة لأن تأخذ اتجاه المجال المغناطيسي الخارجي. وتكون بذلك القابلية المغناطيسية للمادة مقياساً لشدة المغناطيسية المسايرة. ونظرا للعلاقة البسيطة بين القابلية المغناطيسية والنفاذية المغناطيسية النسبية: {\displaystyle \mu _{r}=\chi +1}
لمادة فقد تستخدم الأخيرة أيضا كمقياس للمغناطيسية المسايرة (حيث {\displaystyle \mu _{r}=} النفاذية المغناطيسية).

## المغناطيسية المسايرة والمغناطيسية الحديدية
كثيرا ما يخلط الناس بين قابلية مغناطيسية عالية ويعتقد أن المادة لها مغناطيسية حديدية. ولكن هذا ليس بصحيح. فإن المواد ذات المغناطيسية الحديدية لها بالفعل قابلية مغناطيسية عالية جدا ولكن السبب يرجع إلى الترابط القوي بين المغناطيسات الدقيقة في المادة ذات المغناطيسية الحديدية. وتبين المواد ذات خاصية المغناطيسية الحديدية وجود مغناطيسيتها أيضا بعد زوال المجال المغناطيسي الخارجي. وهي ظاهرة تعرف باسم. أما المواد ذات الخاصية المغناطيسية المسايرة فهي كما سبق القول تفقد مغناطيسيتها بعد زوال المجال المغناطيسي الخارجي.

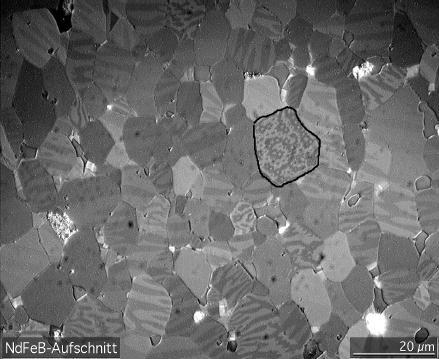
الحبيبات المغناطيسية في سبيكة حديد نيوديم وبور وتتصف بالمغناطيسية الحديدية.

ويعمل التآثر القوي بين الذرات المغناطيسية في المواد المغناطيسية الحديدية على تكون حبيبات مغناطيسية تشمل ملايين الذرات تكون مغناطيسيتها في اتجاه واحد. ولكن توجد في المادة المغناطيسية الحديدية آلاف أو ملايين من تلك الحبيبات المغناطيسية موزعة توزيعاً عشوائياً بحيث لا تظهر محصلتهم ظاهرة المغناطيسية. أما المواد ذات المغناطيسية المسايرة فتكون الذرات أو الجزيئات المنفردة هي مصدر المغناطيسية، وليست حبيبات تشتمل على ملايين الذرات المترابطة المغناطيسية.

## ماجنتيت
يُظهر الماجنتيت (Fe3O4) عادة خاصية المغناطيسية الحديدية. ولكن عندما تكون الحبيبات فيه أصغر من 20 - 30 نانومتر تظهر فيه خاصية المغناطيسية المسايرة الفائقة عن درجة حرارة الغرفة. وعند تسليط مجال مغناطيسي عليه من الخارج تترتب الحبيبات المغناطيسية جميعا في اتجاه المجال المغناطيسي. وبعد زوال المجال المغناطيسي الخارجي ينفك الترتيب وتعود عشوائية اتجاه مغناطيسية الحبيبات بفعل الحرارة، وتعود محصلة المجال المغناطيسي للعينة ثانيا إلى الصفر.

## اقرأ أيضاً
- مغناطيسية حديدية
- مغناطيسية معاكسة
- مغناطيس
- عزم مغناطيسي
- عزم مغزلي
- قابلية مغناطيسية
- تحليل حجمي حراري

## هوامش
- مرادفات المغناطيسية المسامِتة[6][2] أو البارامغناطيسية[6][2] (بالإنجليزية: Paramagnetism)‏